# Lac glaciaire Missoula
Le lac glaciaire Missoula  est un ancien lac de l'ouest de l'actuel Montana, jouxtant l'Idaho.